# Anti Marguste
Anti Marguste, né le 5 août 1931 à Eavere et mort le 12 janvier 2016 dans le comté de Pärnu) est un compositeur estonien.

## Biographie
Anti Marguste a enseigné la théorie musicale à l'école Georg Ots de Tallinn.

## Prix et récompenses
- Prix de la musique de la RSS d'Estonie, 1980
- ordre de l'Étoile blanche d'Estonie de 3e classe, 2013